# José Quirino
José Quirino est un boxeur mexicain né le 19 avril 1968 à Tijuana.

## Carrière
Passé professionnel en 1986, il devient champion du monde des poids super-mouches WBO le 22 février 1992 après sa victoire aux points contre le portoricain José Ruiz. Quirino cède sa ceinture dès sa première défense le 4 septembre 1992 aux dépens de Johnny Bredahl, également aux points. Il met un terme à sa carrière en 1997 sur un bilan de 36 victoires, 22 défaites et 1 match nul.